# Cavall lipizzà

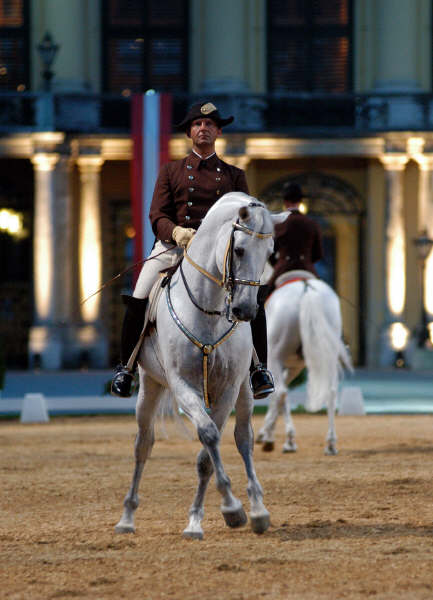
Exemplar de lipizzà.

Durant quatre segles s'ha format i consolidat el lipizzà  o  cavall de raça lipizzana , que es va originar en la dura terra del Carso, a Lipica (pronunciat Lipitza, escrit Lipizza en italià i alemany), Eslovènia. Ja en els temps dels Romans es parlava molt sobre el cavall càrstic, l'avantpassat del lipizzà, que habitava els erms pastures d'aquesta regió. La sang del cavall de pelatge "liart" del Carso s'havia barrejat amb la dels cavalls espanyols, napolitans, àrabs i Kladruber. Així va néixer el lipizzà d'avui, conegut per la seva blanca bellesa, per la seva intel·ligència i pel seu moviment -la seva atracció rau justament en el seu moviment harmònic-.

## Història
Al segle XVI les terres eslovenes pertanyien a la monarquia austríaca dels Habsburg. La monarquia era gran i per poder dominar-la, els cavalls van ser indispensables per a les necessitats de la cort, per als transports, el correu-i també per a l'Escola Espanyola d'Equitació de Viena. Atès que la cria cavallina espanyola, que havia estat la més important i distingida a l'Europa occidental i central, va començar a decaure, la monarquia austríaca va decidir independitzar-se i crear la seva pròpia cria de cavalls.
Per aquestes raons l'arxiduc austríac Carles II (entronitzat príncep de les regions eslovenes sota la corona austríaca), va comprar el 19 de maig de 1580 el poble Lipica i els seus voltants (estant convençut que el terreny càrstic s'assemblava al terreny mediterrani espanyol i italià), així com la cavallerissa amb el seu ramat de cavalls càrstics. Així van començar amb la cria dels cavalls de primera classe. Al principi els van anomenar «cavalls de raça cársica de cria lipizzana», però, fa dos-cents anys van canviar el nom pel de «Lipizzà» referint-se al poble de Lipizza (en eslovè:  Lipica ).
Però va ser l'emperador Carles VI del Sacre Imperi (l'arxiduc dels catalans), el que va incrementar la cavallerissa fent construir paral·lelament el nou edifici de la picaria de l'Escola Espanyola d'Equitació de Viena entre 1729 i 1735, considerada per molts com la millor del món.
Durant tots aquests anys, algunes vegades, per les guerres que s'encebaven amb la regió del Carso, els cavalls de Lipizza van ser traslladats a altres llocs de l'Imperi Austrohongarès, però sempre van tornar al seu poble natal. Cap al final de la Segona Guerra Mundial, l'amenaça de devastació va motivar l'evacuació de Viena dels cavalls lipizzans de l'Escola Espanyola d'Equitació, organitzant el llavors comandant Alois Podhajsky el trasllat a St. Martin i, després, a Wels (Austria) el febrer i març del 1945. Els cavalls van quedar sota la protecció dels Estats Units durant els darrers mesos de la guerra i la tornada a l'edifici vienès de l'escola (que va patir fortament la destrucció dels bombardejos) va ser possible la tardor del 1955. Després de molts esforços, les autoritats angloamericanes (sota l'autoritat de les quals es trobaven els cavalls lipizzans en aquells moments), van deixar tornar a Lipizza (que llavors pertanyia a Iugoslàvia), tan sols onze cavalls lipizzans. Així la cavallerissa lipizzana, que abans posseïa més de 300 cavalls, va haver de tornar a començar de nou.

## Actualitat
Les cavallerisses de Lipizza (la finca mesura 311 ha) tenen avui dia el títol d'establiment públic, els seus cavalls han estat proclamats monument cultural de la República d'Eslovènia, és més, tant la raça "lipizzà" com el seu nom estan patentats geogràficament.
A Eslovènia hi viuen més de 600 lipizzans, 308 a les cavallerisses de Lipizza i uns 300 en finques de criadors privats. La raça és present per tot el món, sobretot a Europa i els Estats Units, però també a Austràlia i Àfrica. No obstant això, només hi ha uns 6.000 lipizzans al món, i una bona meitat d'ells són cavalls sementals.
El 1986 va ser fundada a Lipizza l'Associació Internacional de Criadors de lipizzà ( Lipizzan international Federation ).

## El ramat
Hi ha 6 línies originals de cavalls sementals: Pluto, Conversano, Napolitano, Favory, Maestoso I Siglavy. I les eugues de llinatge: Spadiglia, Argentina, Àfrica, Almerimar, Presciana, Englanderia, Europa, Stornella, Famosa, Deflorata, Gidrana, Djerbin, Mercuri, Theodorosta i el nou llinatge eslovè Rebeca.
En alta escola d'ensinistrament s'utilitzen només els millors cavalls que demostren una intel·ligència sobrenatural i un cos molt fort.
Cada any neixen a Lipizza uns quaranta cavalls lipizzans.
Les eugues amb les cries pasturen en els pasturatges, a l'edat de 3 anys i mig, els poltres comencen a "anar a l'escola". Al cinquè any, els criadors, segons les proves, decideixen quin ha d'entrar a l'alta escola d'ensinistrament, i quins seran capats i utilitzats com cavalls turístics o cavalls de tir (els últims són també posats en venda).

## Sobre la raça
El lipizzà figura entre les races de cavall més antigues del món. Té una alçada d'entre 155 i 160 cm, el seu cap és noble, de front ample, el seu coll «de cigne és llarg i musculós i encara que el lipizzà no és un dels cavalls més alts, la forma del seu coll el fa encara més elegant, la seva esquena és bastant llarga, però forta, la seva gropa és recta, les seves cames són una mica més curtes amb les articulacions ben formades i ungles fortes. Els seus ulls són brillants i vius, mirada intel·ligent, les seves orelles ben proporcionades, de grandària mitjana i els seus narius són amples.
Encara que sempre relacionem el "lipizzà" amb el color blanc del seu pelatge, (gairebé l'únic pelatge admès per les normes de la raça), no sempre és així. Els lipizzans poden ser sovint gris fosc, negres, marró-grisós o marró fosc. El que sí que és veritat és que tots neixen molt foscos i al créixer el seu pelatge es torna cada vegada més clar. Uns es tornen blancs ja a l'edat de 3 o 4 anys, altres a més de 15 anys. Una forma resumida d'explicar aquesta canescència en el pelatge és dir que els cavalls lippizans són liarts (també anomenats "pèl d'estornell" o "tords") sobre pelatges de base negres o castanys. Des del pelatge de naixement, fosc sobre pell fosca, fins al pelatge liart canós de l'edat adulta, el modificador o patró liart fa que el pelatge (pèls i crins) es vagi tornant blanc més o menys progressivament (amb l'aparició de pèls i crins blanques en cada muda de pèl). El color de la pell, dels ulls i dels unglots no varia. Al costat d'una majoria de cavall liarts (canosos progressius) hi ha la tradició de conservar un cavall no-liart de raça pura.
Com un cas especial del modificador liart, alguns cavalls lippizzans experimenten una decoloració de la pell.

## Temperament
El lipizzà té un caràcter bondadós i alegre. Necessita molta atenció i s'acostuma amb molt d'afecte al seu amo o entrenador. Si s'arriba a establir una amistat forta amb aquest cavall, serà capaç de fer molt. No obstant això, si se li descuida i ignora, es converteix en una criatura bastant indomable perquè la seva intel·ligència emocional està molt ben desenvolupada. Per a la seva raça antiga és típica una maduresa bastant tardana, longevitat, modèstia i perseverança. Tradicionalment és distingit com un cavall per a l'ensinistrament (l'equitació clàssica) i tir lleuger representatiu. Pel seu pas resolt i harmònic, la seva longevitat, capacitat d'aprendre i conductibilitat excepcional, és més adequat per a les escoles d'ensinistrament de l'alt nivell que altres races.